# 陳桃花
陈桃花，清末谢家福虚构的北宋相国公赵梴的妻子。
陈桃花原为宋徽宗的內夫人（侍候帝后起居或為皇帝伺候筆硯、協助處理文書的女官），封夫人，靖康之变被俘，归完颜设也马为婢妾，后被完颜设也马赏给赵梴为妻。和赵梴生下兩個兒子趙成功（1128年生）、趙成式（1130年生）。